# Lemonade (entreprise)
 (mars 2024).
Si vous disposez d'ouvrages ou d'articles de référence ou si vous connaissez des sites web de qualité traitant du thème abordé ici, merci de compléter l'article en donnant les références utiles à sa vérifiabilité et en les liant à la section « Notes et références ».
Pour les articles homonymes, voir Lemonade.
Lemonade est une compagnie d'assurance internationale dont le siège social se situe à New York, le siège Européen à Amsterdam et à près de . Elle propose, dans la plupart des États-Unis, une assurance habitation pour locataires et propriétaires, ainsi qu’une assurance vie et une assurance santé pour chiens et chats. De plus, Lemonade offre une assurance de contenu et responsabilité civile en Allemagne et aux Pays-Bas, ainsi qu’une assurance multirisques habitation pour locataires en France.
Lemonade traite les demandes de souscriptions et d'indemnisation directement depuis son site web et ses applications mobiles, par le biais de chatbot. Un aspect important du business model de Lemonade consiste à redistribuer une partie des bénéfices des souscriptions à des associations choisies par ses assurés. Cela se fait chaque année lors d'un événement que Lemonade appelle le "Giveback".
Lemonade Inc. est soutenue par des investisseurs tels que Aleph, General Catalyst, GV (anciennement Google Ventures), Sequoia Capital, Thrive Capital, Axa XL, et l'investisseur technologique japonais SoftBank. Depuis décembre 2017, Lemonade a levé un total de 120 millions de dollars. Lemonade est cotée à la bourse de New York sous le symbole LMND. Lemonade a annoncé en 2020 qu'elle avait dépassé le cap du million de clients actifs.

## Histoire
Lemonade a été fondée en avril 2015 par Daniel Schreiber (ancien président de Powermat) et Shai Wininger (cofondateur de Fiverr),. Dan Ariely les a rejoints en 2016 en tant que Chief Behavioral Officer.
Lemonade a annoncé en décembre 2015 qu'elle avait levé 13 millions de dollars en seed auprès de Sequoia Capital et d'Aleph. En août 2016, elle a fait une autre levée de fonds de 13 millions de dollars auprès de XL Innovate (qui fait partie du groupe XL), suivi d'un financement de série B de 34 millions de dollars en décembre de la même année. La série B a été menée par General Catalyst en partenariat avec Thrive Capital, Tusk Ventures et GV (anciennement Google Ventures), la branche VC de la société mère de Google, Alphabet (entreprise).
En avril 2017, la société a annoncé des investisseurs supplémentaires : Allianz SE et Sound Ventures d'Ashton Kutcher. En décembre 2017, SoftBank a investi 120 millions de dollars supplémentaires dans Lemonade lors d’une série C, portant le montant total levé par Lemonade à environ 180 millions de dollars. En avril 2019, Lemonade a annoncé un investissement supplémentaire de 300 millions de dollars pour le financement de sa série D, menée par le groupe SoftBank, en partenariat avec Allianz, General Catalyst, GV, OurCrowd et Thrive Capital, portant l'investissement total levé par Lemonade à 480 millions de dollars,.
En avril 2020, l'entreprise est lancée aux Pays-Bas.
Le 8 juin 2020, Lemonade a déposé un formulaire S-1 pour l'enregistrement de titres en vue d'une introduction en bourse. Le 1er juillet 2020, Lemonade Inc. a fixé le prix de 11 millions d'actions à la Bourse de New York, pour une valeur de 29 dollars par action. Le lendemain, le 2 juillet 2020, les actions ont commencé à être cotées sous le symbole LMND.
En décembre 2020, elle commence à proposer des assurances en France,. Elle a également remporté un litige de marque avec T-Mobile sur l'utilisation de la couleur rose.
En novembre 2021, la société a annoncé qu'elle allait acquérir Metromile, Inc. L'acquisition a été finalisée le 29 juillet 2022, après quoi Lemonade a licencié 20 % du personnel de Metromile.

## Activité
Lemonade émet ses propres polices d’assurance et est réassurée auprès de Lloyd's of London et d'AXA.
Le business model de Lemonade diffère de celui des compagnies d'assurance traditionnelles. Lemonade prélève une commission fixe de 25 % sur la prime d'assurance de ses assurés, les 75 % restants étant réservés au paiement des sinistres et à l'achat de réassurance. Les fonds non utilisés des cotisations sont redistribués à des associations choisies par ses assurés, lors du “Giveback” annuel.
Lemonade utilise des chatbots pour émettre des polices d'assurance et gérer les demandes d’indemnisations lors de sinistres. En 2016, un client a déposé une demande d'indemnisation pour un manteau volé ; après avoir répondu à quelques questions sur l'application et partagé un rapport depuis son ordiphone, le chatbot de Lemonade a établi un record du monde en examinant, approuvant et payant la demande d'indemnisation en trois secondes.
Lors de leur souscription à Lemonade, les assurés sélectionnent une association qui recevra des paiements sur une base annuelle à partir des primes non réclamées (également connues sous le nom de bénéfices de souscription) de leur cohorte respective.
En mai 2016, Lemonade est devenue l'une des rares compagnies d'assurance aux États-Unis à recevoir la certification Benefit corporation. Lemonade a également le statut B-Corp aux Benelux.